# Rolls-Royce Welland
Le Rolls-Royce RB.23 Welland fut le premier turboréacteur britannique à être produit en série. Apparu au cours de la seconde Guerre mondiale, il entra en production en 1943 et équipa le Gloster Meteor.
Il tirait son nom de la rivière anglaise Welland, dont la source se trouve non loin de Lutterworth, le siège de l'entreprise Power Jets.

## Historique
Il fut conçu par l'équipe de Franck Whittle, de la société Power Jets sous la désignation de W.2B/23, et était initialement prévu que la production et l'assemblage soient réalisés chez Rover, mais les retards incessants dans le démarrage de la production, ainsi que le comportement de Rover à l'égard Whittle, aboutirent au transfert du projet chez une autre société britannique : Rolls-Royce. En effet, Rover préparait discrètement la production d'un moteur conçu par « ses » ingénieurs (qu'elle considérait supérieurs aux autres), le W.2B/26, qui allait devenir plus tard le Rolls-Royce Derwent. Cette attitude contraria profondément Whittle, qui se sentait alors mis de côté, et alla proposer son moteur à Rolls-Royce.
Chez Rolls, l'ingénieur fut présenté au directeur de l'entreprise par un autre ingénieur, Stanley Hooker, qui dirigeait alors la division « compresseurs » de la société. De par sa nature, l'activité de ce secteur de l'industrie se prêtait bien à la mise en production de réacteurs d'avion, le compresseur étant un élément essentiel d'un turboréacteur. L'expérience de Hooker dans la conception de ces éléments, ajoutée à l'emploi de matériaux plus performants, permit au moteur de Whittle de revenir sur les rails, même s'il ne parvint jamais à égaler l'enthousiasme produit par le désormais préféré Derwent.

## Conception et développement
Le W.2 était essentiellement une version agrandie du concept volant original de Whittle, le Whittle Supercharger Type W.1 (ou plus simplement W1), qui vola en 1941 dans le banc d'essais volant Gloster E.28/39. Le moteur employait un unique compresseur centrifuge à deux faces, désigné également « impeller », dont l'air admis ressortait sous pression à la périphérie du disque du rotor, avant d'être envoyé dans les chambres de combustion. L'architecture de ces dernières était du type « reverse flow » (à flux inversé), dans laquelle les gaz de combustion repartent vers l'avant du moteur avant d'être réintroduits dans la turbine axiale. Les chambres de combustion étaient en effet placées autour de la turbine et de la tuyère, afin de réaliser un moteur dont les dimensions resteraient compactes.
Le compresseur du W.2 avait un diamètre de 480 mm, et le moteur possédait dix chambres de combustion (aussi désignées « flame cans » par les britanniques). Une partie de l'air d'admission était directement envoyée sur la portion centrale de la turbine, afin de la refroidir. Le moteur complet avait une masse d'environ 390 kg.

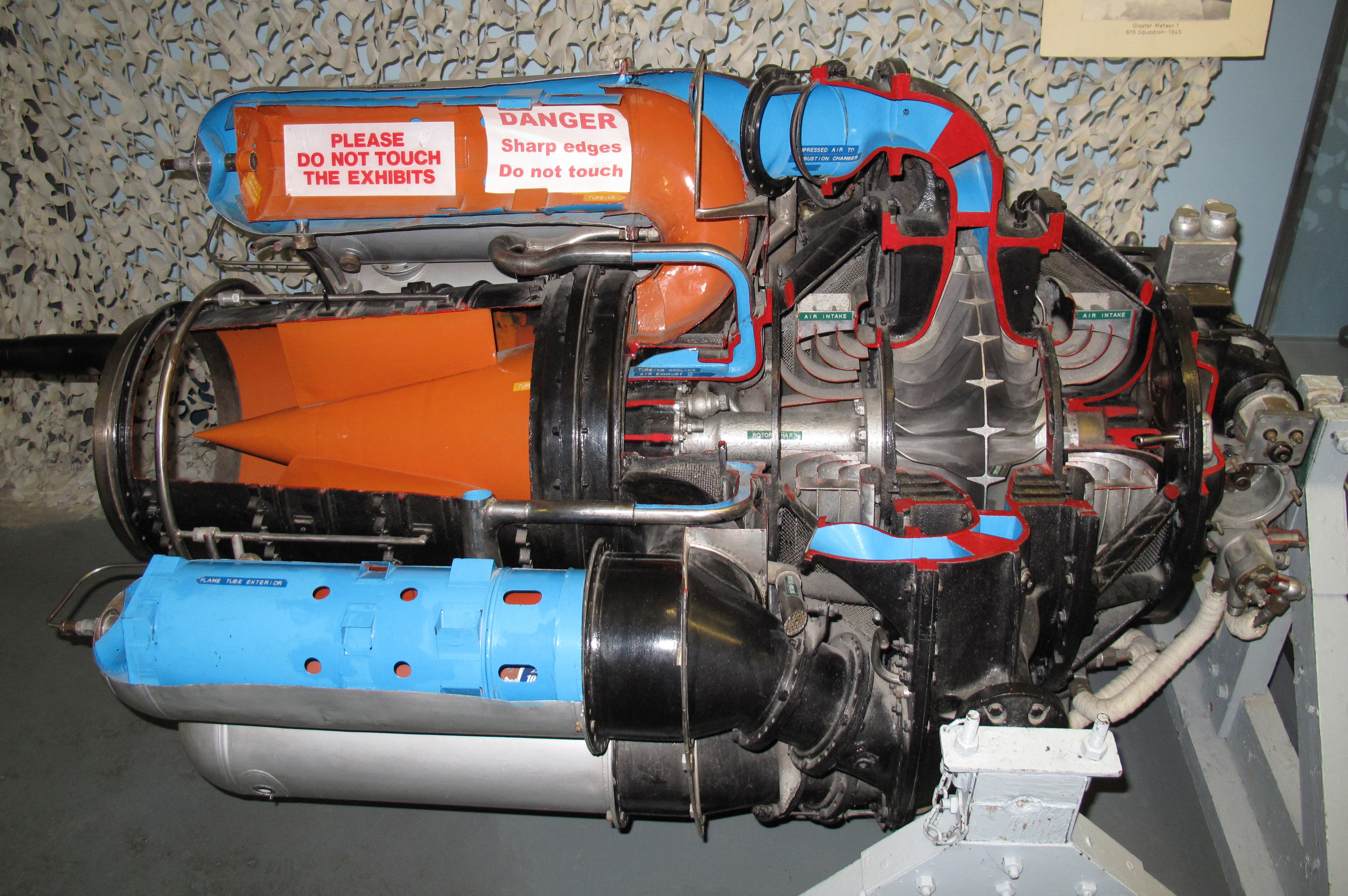
Vue en coupe d'un Welland, permettant de bien visualiser son fonctionnement. En bleu, la circulation de l'air frais à l'admission, en orange, la circulation des gaz d'échappement. Représenté ainsi, la poussée est exercée vers la gauche et le moteur se propulse vers la droite.

### Problèmes et premier essai en vol
Les premiers exemplaires, produits par Rover, éprouvèrent de sérieux problèmes de pompage du compresseur, dans lesquels la vitesse de rotation du moteur s'emballait soudainement et devenait totalement incontrôlable. Maurice Wilks proposa finalement une solution en ajoutant 20 clapets diffuseurs dans la zone d'échappement. Cette installation résolut le problème mais en fit apparaître un autre, les turbines étant désormais sujettes à des défaillances à cause de la chaleur. J.P. Herriot, de l'Air Inspection Department (AID), fut envoyé chez Rover afin de fournir des matériaux plus performants, et rapidement le moteur effectua avec succès un test d'une durée de 25 heures à une poussée de 5,6 kN, en novembre 1942.
En parallèle, le premier prototype Gloster F.9/40 (numéro de série « DG202/G »), sur le point de devenir connu en tant que Meteor, était prêt à prendre son envol, mais ses moteurs ne l'étaient pas. Le pilote d'essais Jerry Sayer pilota l'appareil, équipé d'un W.2B/23 de 5,3 kN de poussée, mais ne put se contenter que d'essais de roulage à grande vitesse, alors que des moteurs de qualité se faisaient encore attendre. Le premier test en vol du moteur lui-même fut effectué le 9 août 1942, au départ de Hucknall, avec un moteur monté dans la queue d'un bombardier bimoteur Vickers Wellington (numéro de série « Z8570/G »),.

### L'arrangement entre Rover et Rolls-Royce

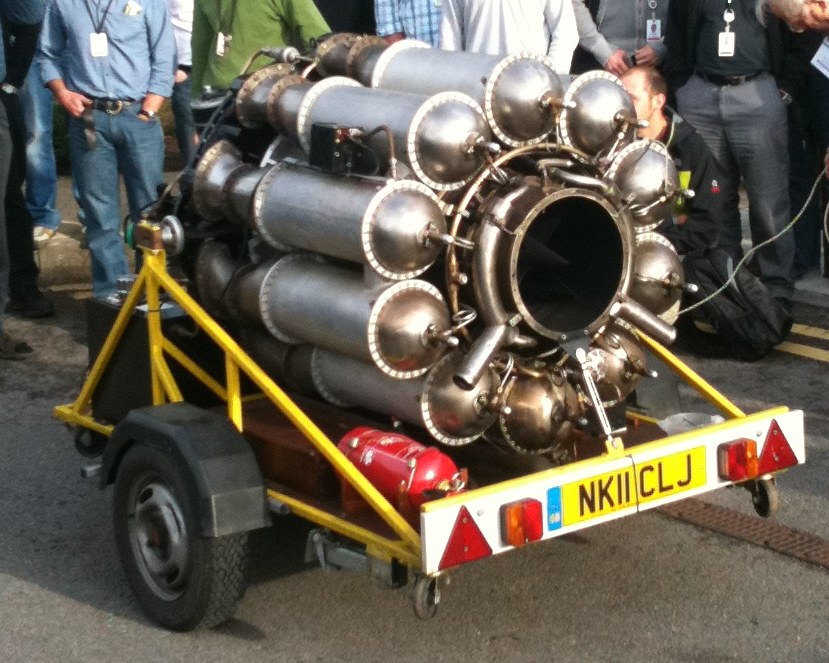
Démonstration de mise en route d'un Welland par Terry Jones. Cet exemplaire est le plus ancien turboréacteur encore en état de fonctionnement au monde (restauré par Aero Engines Carlisle).

Whittle était constamment frustré par Rover. Il pensait que la société était totalement incapable de fournir des pièces de production de bonne qualité, et ses plaintes se faisaient de plus en plus nombreuses et virulentes. L'ingénieur accusait Rover de « lisser » son concept initial, dans le but d'éviter de payer des droits d'utilisation et ainsi d'affirmer que ce moteur était de leur conception. Pendant ce temps-là, Rover travaillait à cadence réduite. En fait, la firme commençait à perdre tout intérêt envers le projet, à la suite de nombreux retards et d'un harcèlement permanent de la part de Whittle.
Plus tôt, en 1940, Stanley Hooker de Rolls-Royce avait rencontré Whittle, et le présenta plus tard au directeur général de Rolls, Ernest Hives. Rolls disposait d'une division « compresseurs » entièrement développée, dirigée par Hooker, et qui convenait donc naturellement bien aux travaux sur les réacteurs (le compresseur est un élément vital d'un turboréacteur). Hives fut d'accord pour fournir les pièces essentielles permettant de soutenir le projet au cours de sa réalisation. Dans la foulée, Spencer Wilks, de Rover, rencontra Hives et Hooker et décida de proposer l'usine de réacteurs de Barnoldswick en échange de l'usine de Meteors de Rolls-Royce à Nottingham. L'accord fut scellé par une poignée de mains, et Rolls-Royce allait devenir le motoriste renommé que l'on connaît de nos jours. Les moteurs suivants conçus par la firme recevraient alors les lettres « RB » dans leur désignation, pour « Rolls Barnoldswick », le /23 Welland devenant alors le RB.23.
Rover remit dans les mains de Rolls un total de 32 exemplaires de W.2B/23 et 4 exemplaires du W.2B/26 développé par Adrian Lombard (en), de Rover. Rolls-Royce décida de rebaptiser ses moteurs, et le flux continu d'air à travers les réacteurs inspira Hooker, qui décida de leur donner des noms de rivières britanniques. Le RB.23 devint alors le Welland et le RB.26 devint le Derwent. Stanley Hooker aida alors Adrian Lombard à améliorer les moteurs initiaux, en mettant à plat tous les différents problèmes rencontrés, ce qui apporta bien vite de bons résultats. Un /23 déclaré « bon pour le vol » fut installé dans un Gloster G.40, deuxième exemplaire et version améliorée du premier E.28 qui avait utilisé le W.1 (numéro de série « W4046/G »), et l'appareil fut piloté par John Grierson le 1er mars 1943. Les puissances délivrées passèrent ensuite à 6,79 kN et un test fut même effectué à 7,1 kN pendant 100 heures, le 7 mai 1943, après avoir opéré une modification de l'angle des pales de turbine de 5°. L'avion d'essais F.9/40 fut finalement équipé de moteurs de 7,6 kN de poussée et fut piloté par Michael Daunt, le 24 juillet 1943.

### Test duMeteor
Deux Wellands furent installés dans le premier Meteor Mk.1 de production, numéro de série « EE210/G », qui fut testé en vol par Daunt le 12 janvier 1944. Cet appareil fut ensuite envoyé aux États-Unis, en échange d'un Bell XP-59A Airacomet motorisé par un General Electric J31 (Power Jets W.1), numéro de série « RG362/G ».
Le Meteor vola pour la première fois à Muroc Army Airfield le 15 avril, piloté par John Grierson. Plusieurs autres vols de tests suivirent, et l'appareil fut renvoyé au Royaume-Uni en décembre. La production du Meteor continua, avec les exemplaires « EF211 » à « EF229 » (Meteor Mk.1) et « EF230 » à « EF244 » (Meteor Mk.3), qui entrèrent en service au sein du 616e escadron de la RAF en mai 1944. Les Wellands étaient certifiés à 7,1 kN de poussée et 180 heures de fonctionnement entre deux révisions. Le Jumo 004B, qui n'était entré en service que quelques semaines plus tôt, était certifié à 8,83 kN, mais nécessitait une révision complète au bout de seulement 10 à 20 heures d'utilisation. Prenant son envol de la base de RAF Manston, près de la Manche, le 616e entra en action pour la première fois contre des bombes volantes V1 en route vers Londres, le 27 juillet 1944.

### Production
À partir d'octobre 1943, un total de 167 moteurs furent produits et distribués en provenance de l'usine Rolls-Royce de Barnoldswick. Par la suite, le concept de moteur à flux direct de Lombard, qui était désormais connu sous le nom de Derwent, prouva qu'il était plus fiable et légèrement plus performant, et la production du Welland fut arrêtée.

## Utilisateur
- Royaume-Uni : Seul un très petit nombre d'appareils (25) ont été dotés de ce moteur, à partir de mai 1944 au sein de la Royal Air Force. L'arrivée des Derwent, plus performants et surtout plus fiables a eu bien rapidement raison de leur existence.